# Falea di Calcedonia
Falea di Calcedonia (in greco antico: Φαλέας ὁ Χαλκηδόνιος?, Phaléas ho Chalkēdónios; Calcedonia, IV secolo a.C. – ...) è stato un filosofo e politico greco antico, statista e sofista dell'antica Grecia.

## Biografia e pensiero
L'unico riferimento superstite a Falea è nella Politica di Aristotele, che nel II libro, discutendo delle utopie, lo ricorda dopo Ippodamo e prima di Platone, sicché deve essere vissuto tra fine V e metà del IV secolo. 
Falea, come nativo di Calcedonia, potrebbe essere stato allievo del suo concittadino Trasimaco, che sappiamo si era occupato di pensiero politico relativamente alle forme di governo, sicché è possibile che abbia introdotto la discussione a proposito di quella particolare forma che era la colonia.

## Pensiero
Aristotele riporta come lo statista sostenesse che un'eguale divisione della terra e un'eguale educazione per tutti i cittadini avrebbero eliminato le lotte civili. Sebbene Falea avesse riconosciuto che una costituzione così radicale sarebbe stata difficile da attuare nelle città già stabilite, credeva che fosse praticabile nelle città di nuova fondazione. 
Nelle città fondate da poco, infatti, Falea consigliava di dotare i ricchi di doti da dare ai poveri al fine di livellare la proprietà nel tempo. Oltre all'uguaglianza di terra e istruzione, proponeva, inoltre, che tutti gli artigiani fossero schiavi di proprietà pubblica:
Aristotele critica diversi aspetti della costituzione proposta da Faleaː sostenie, infatti, che mentre il livellamento della proprietà terriera avrebbe placato i poveri, avrebbe portato all'insurrezione tra i ricchi che dovevano essere espropriati e che vedevano la loro ricchezza come un diritto di nobiltà. Piuttosto, al fine di eliminare i conflitti civili, la società deve educare la popolazione in modo da controllare il desiderio e l'avidità; ai poveri deve essere insegnato ad accettare la loro posizione e ai ricchi a non diventare eccessivamente avidi. 
Aristotele sostiene, inoltre, che un'eguale distribuzione della terra non raggiunge l'uguaglianza di proprietà, poiché anche altri beni, come bestiame, mobilio e schiavi, hanno valore; se la proprietà dovesse essere regolata, si dovrebbero regolare tutti i tipi di proprietà.